# Mausoleo de Belevi

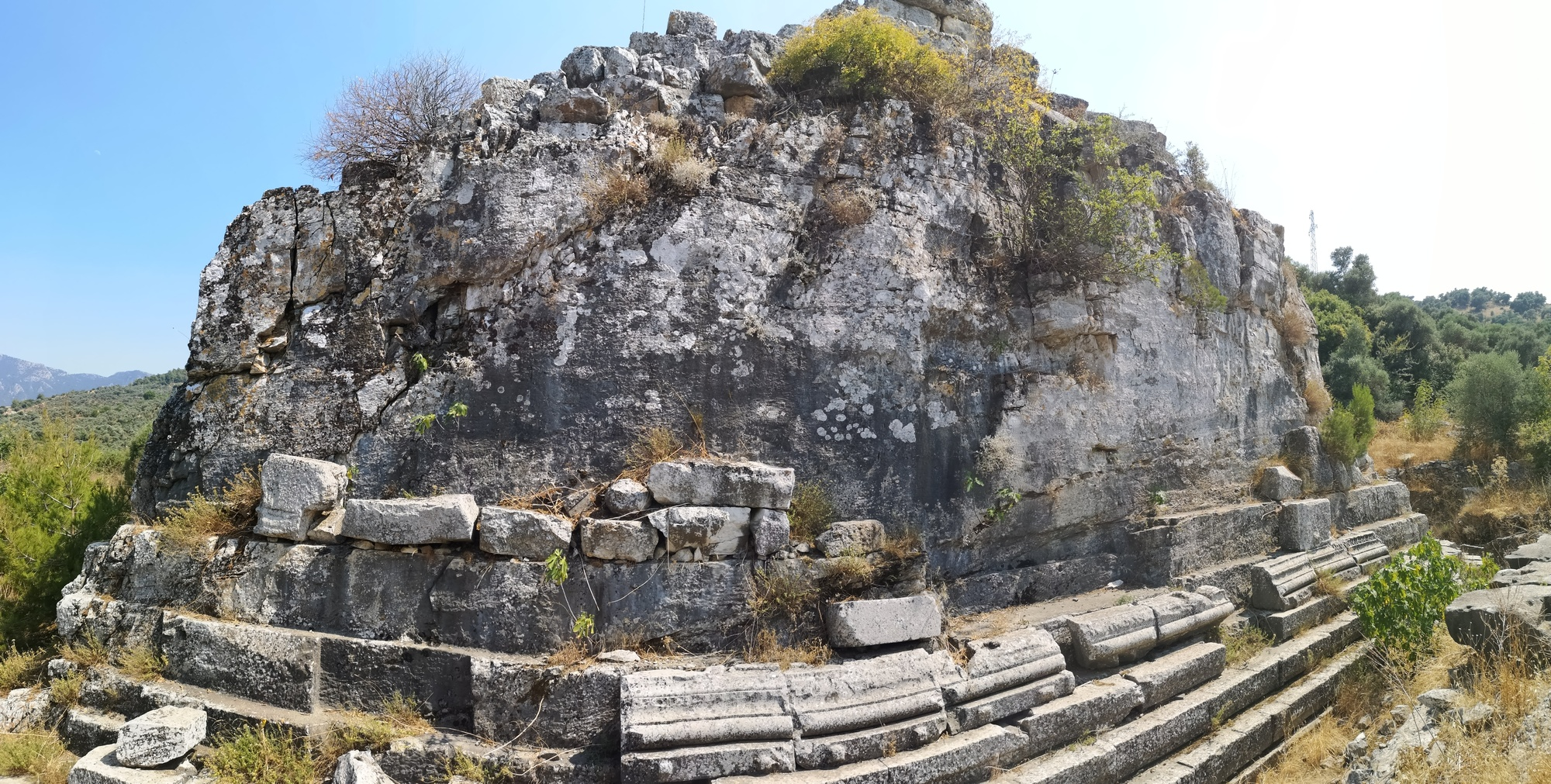
Mausoleo de Belevi.

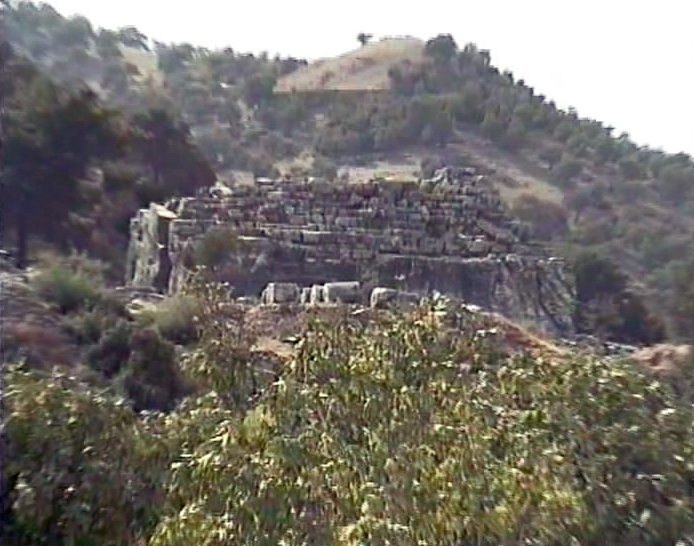
Mausoleo de Belevi (2000).

El Mausoleo de Belevi es una antigua tumba monumental del período helenístico temprano, ubicada al este de la aldea de Belevi cerca de la antigua Éfeso en Turquía occidental.
El posible ocupante de la tumba pudo haber sido Antígono I Monóftalmos (r. 323-301 a. C.) o Lisímaco (r. 323-281 a. C.), y posteriormente pudo haber sido el lugar de enterramiento del rey seléucida Antíoco II Teos (r. 261–246 BC).

## Localización
El Mausoleo de Belevi fue una tumba grandiosa. El nombre del mausoleo deriva del moderno pueblo de Belevi, donde se encuentra el monumento, asentado en una ladera aislada. El mausoleo se encuentra a 14 km al noreste de Éfeso, junto a la carretera de Esmirna a Aydin, en la parte oriental del valle de Kaystros, cerca de las antiguas propiedades del santuario de Artemisa en Éfeso. También está a 16 km al noreste de Selçuk y a 29 km de Kuşadası.

## Datación

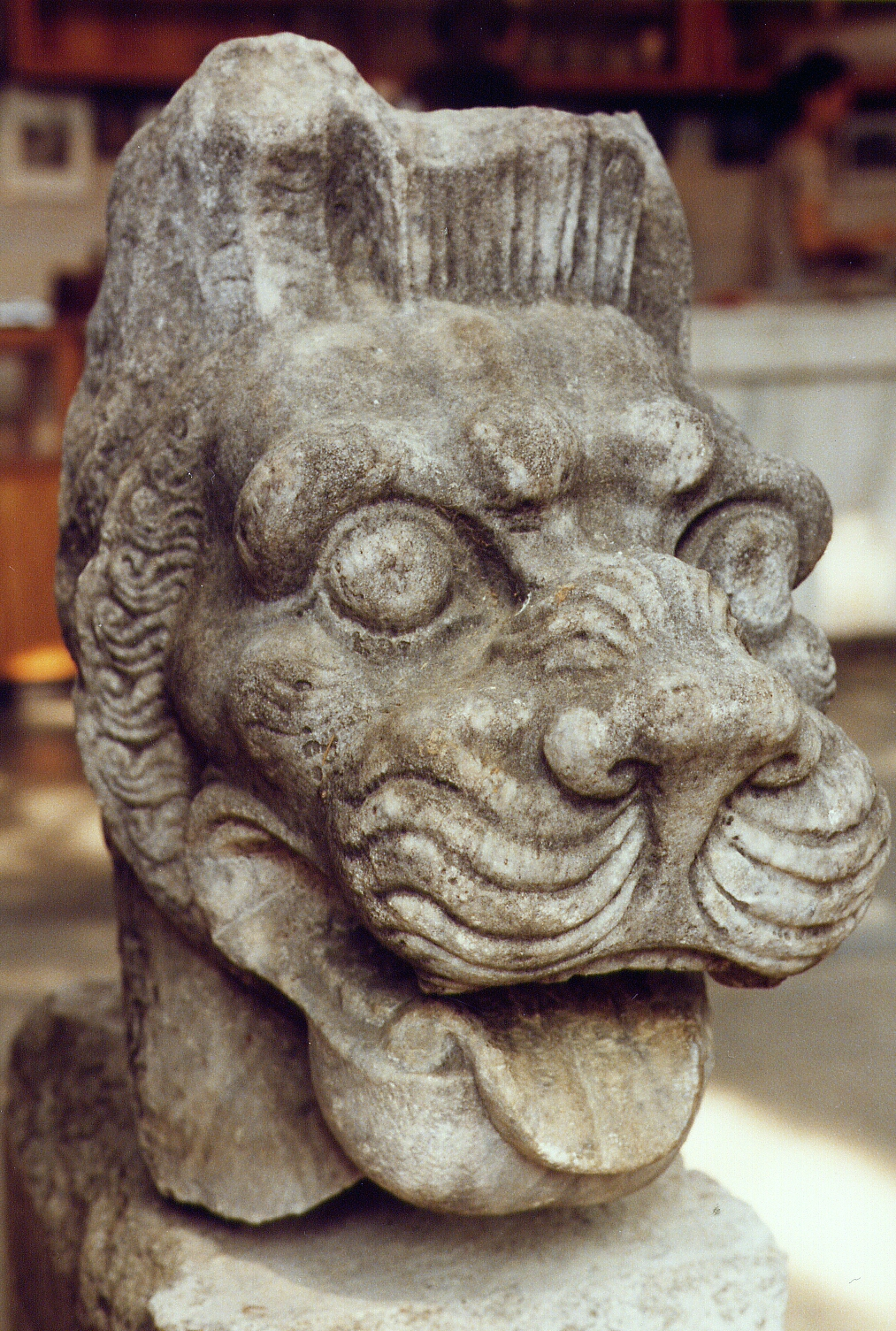
Cabeza de león del Mausoleo de Belevi en el Museo Arqueológico de Éfeso, Selçuk.

El Mausoleo de Belevi es el segundo mausoleo más grande de Anatolia después del Mausoleo de Halicarnaso, al que se parece y también es la segunda tumba más alta de la antigua Anatolia. La influencia de esta tumba parece haberse extendido por todo el mundo helenístico directa o indirectamente en la construcción de otras tumbas reales. De acuerdo con la datación arqueológica de ornamentos y cerámicas del monumento, el mausoleo fue erigido por primera vez alrededor del 301-281 a. C. y ocasionalmente se ha fechado antes del 333 a. C., basándose en el supuesto de que era la tumba del almirante Memnón de Rodas, quien en ese año murió en una batalla naval ante Lesbos. Otras personas que pudieron haber sido dueños de la tumba fueron los hermanos de Memnón, Mentor de Rodas (fallecido en 333 a. C.) o Menandros (fallecido poco después del 318 a. C.).
Basado en evidencias arqueológicas y dataciones, fue erigido por primera vez como tumba real por Antígono Monóftalmos o Lisímaco, dos de los diádocos o sucesores de Alejandro Magno, que gobernaron el occidente de Asia Menor a fines del siglo IV a. C. Posiblemente se inspirase en el Mausoleo de Halicarnaso. No obstante, no hay evidencia literaria de la ubicación de la tumba de Antígono y se sabe que Lisímaco fue enterrado en otro lugar, en un mausoleo en Lisimaquia, una ciudad que había fundado en el Quersoneso tracio. Cuando Antíoco II murió en julio de 246 a. C. su primera esposa y prima Laódice I lo colocaron en este mausoleo como su lugar de descanso definitivo.

## Arquitectura y decoración

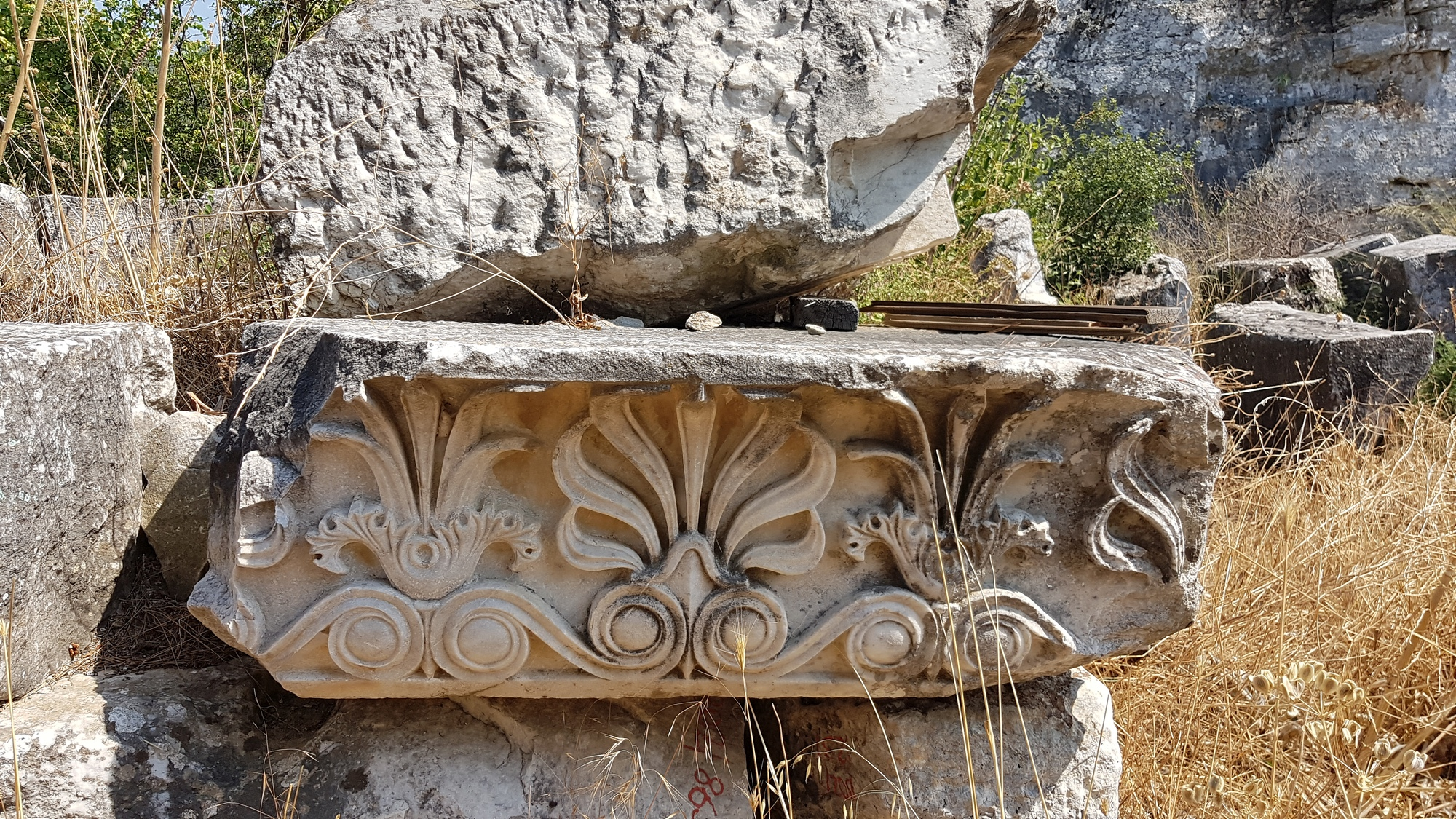
Restos escultóricos del Mausoleo de Belevi.

El mausoleo de Belevi solo se conoce a través de debates y artículos publicados sobre las características de este monumento funerario desde la década de 1930. Estudios anteriores sobre la arqueología y arquitectura del monumento se han considerado prematuros, aunque, recientemente se han realizado trabajos más profundos para la investigación y conservación del monumento. Los materiales naturales y otros, utilizados para la construcción del mausoleo probablemente se obtuvieron localmente. Los mármoles utilizados para su construcción probablemente se extrajeron en la región de Éfeso. Se estima que se extrajeron 2500 metros cúbicos de mármol para su construcción.
La planta del mausoleo era cuadrada. Cada lado mide unos 29,65 m, lo que sugiere una longitud de 100 pies de 0.2965 m. El mausoleo tenía dos pisos. En la planta baja había tres escalones que soportaban las molduras de la base. Cada zócalo estaba coronado por un toro, caveto y cimacio. Diez hileras de grandes sillares de 69–88 cm de altura, constituían la cara del podio, lo que elevaba su altura a 11,37 m. Un bajo arquitrabe de 45 cm de alto, y un friso dórico más alto se mostraban alrededor de la parte superior del podio. El lado sur tenía un hueco profundo que se cortó en la roca para la cámara funeraria, situada en el centro y sellada desde el exterior para ocultar lo que había en el monumento y protegerlo de los saqueadores de tumbas. La cámara donde se enterró a Antíoco II tenía un pequeño vestíbulo con una sala trasera rectangular para depositar su cuerpo bajo una bóveda de cañón. Había una puerta falsa sin terminar en el lado norte de la estructura. El piso superior tenía 3 escalones que medían 1,12 m de altura. La pendiente superior sirvió como estilóbato para una perístasis corintia, con ocho columnas en cada lado. El techo tenía tejas planas de mármol.
De la ornamentación del techo se conservan figuras de caballos, vasijas y grifos leoninos. En cada esquina, un par de caballos, uno frente a otro y entre ellos, probablemente estuviese un caballerizo. Los grifos leoninos siguen el modelo ideal de los persas. Sin embargo, poco ha sobrevivido del techo del mausoleo. El mausoleo de Antíoco II pudo haber sido una pirámide escalonada con un remate que lo coronara en lo alto. Los bloques del arquitrabe exterior llevaban esta inscripción griega:
ΗΛΙΑΔΕΣ ΖΕΥΣ ΦΑΕΔΩΝ ΑΦΡΟΔΙΤΗ
Helíades Zeus Fedón Afrodita
Podría haber habido partes de capiteles de hoja de palma a pequeña escala con partes de tambor dórico estriados. Con esto se podría tener decorado el interior. El techo estaba adornado con grandes casetones pintados intensamente y adornados con paneles en el techo. Los paneles orientados al norte representaban juegos funerarios y los relieves de los otros lados representaban una centauromaquia. En la cámara funeraria había un gran sarcófago inacabado con una figura masculina sin barba reclinado en la parte superior. La figura masculina, coronada con anterioridad, sostenía un cuenco en su mano derecha, junto con la estatua de un sirviente oriental, que por su postura y vestimenta podía haber sido un sirviente persa real. También una representación de una escena de banquete. Las esculturas y arquitecturas encontradas aún conservan restos de pintura. La pintura frecuentemente reemplazaba al tallado en las molduras arquitectónicas, una práctica que recordaba la arquitectura macedonia. El mausoleo nunca se terminó. Si se hubiera completado, podría haber alcanzado una altura de hasta 35 m. Cuando Lisímaco erigió el mausoleo por primera vez, su construcción habría sido interrumpida porque murió en batalla. Cuando Antíoco II murió, Laódice I agregó elementos arquitectónicos y escultóricos. En 244 a. C., Éfeso y la región circundante cayeron bajo el dominio de la dinastía ptolemaica, por lo que la continuación de los trabajos fue breve.
La arquitectura y los diseños de las elaboradas decoraciones tienen elementos griegos y persas. El alto podio cuadrado con una pirámide en la parte superior no es griego. Las influencias persas son fuertes en algunas decoraciones escultóricas, como la estatua del sirviente, las figuras de grifos leonados alados (símbolos de los reyes persas) y las vasijas. Los grifos y una centauromaquia simbolizan la batalla entre los centauros y los humanos, tema muy común, que representa la victoria de la civilización sobre la barbarie. La forma en que se erigió la cámara de la tumba fue macedonia. Hay que recordar que Antíoco II era de ascendencia griega, macedonia y persa.
Las estatuas de tamaño natural de los grifos leonados se exhiben hoy en los museos de Esmirna y  Éfeso. El sarcófago de Antíoco II se exhibe en el museo de Selçuk junto con dos leones. Fragmentos de casetones que representan juegos funerarios y la centauromaquia se exhiben en los museos de Selçuk y Esmirna. Las figuras humanas, los caballos y grandes urnas se exhiben en los museos de Selçuk y Esmirna.